# Psychotria brachyblastus
Psychotria brachyblastus är en måreväxtart som beskrevs av Aaron Paul Davis och Rafaël Herman Anna Govaerts. Psychotria brachyblastus ingår i släktet Psychotria och familjen måreväxter. Inga underarter finns listade i Catalogue of Life.